# Ctenobelba longisetosa
Ctenobelba longisetosa är en kvalsterart som beskrevs av Suzuoka och Aoki 1980. Ctenobelba longisetosa ingår i släktet Ctenobelba och familjen Ctenobelbidae. Inga underarter finns listade i Catalogue of Life.